# Publius Licinius Crassus Dives (pontifex maximus)
Publius Licinius Crassus Dives, född omkring 240 f.Kr., död 183 f.Kr., var en romersk politiker och ämbetsman.
Crassus ägde en betydande förmögenhet och tillställde såsom edil (211) lysande offentliga lekar i Rom. År 212 hade han oväntat blivit vald till pontifex maximus och 210 blev han, utan att dessförinnan ha varit konsul eller pretor, vald till censor. År 205 valdes han, jämte Scipio den äldre, till konsul och förde samma år befälet i kriget mot Hannibal, men utan framgång. Crassus var en god talare och grundlig kännare av lagarna.